# Eddie Clayton
Eddie Clayton (Bethnal Green, 7 maggio 1937) è un ex calciatore inglese, di ruolo centrocampista.

## Carriera
Dopo aver giocato nelle giovanili dei semiprofessionisti dell'Eton Manor nel marzo del 1955 passa al Tottenham, che lo aggrega alla prima squadra all'inizio della stagione 1957-1958 (anche se firma un contratto professionistico già nel dicembre del 1957), nella quale all'età di 20 anni esordisce tra i professionisti; in particolare, gioca la sua prima partita il 5 aprile 1958, segnando una doppietta nella partita di prima divisione vinta per 4-3 sul campo dell'Everton; va poi a segno anche nella successiva partita (contro il West Bromwich), chiudendo complessivamente il campionato con un bilancio di 5 presenze e 3 reti. Nel campionato successivo gioca un numero maggiore di partite (11, con anche 4 reti segnate), mentre nel campionato 1959-1960 gioca una sola partita; l'anno seguente non scende invece mai in campo nella vittoriosa First Division 1960-1961, giocando in compenso una partita nella successiva edizione della Coppa dei Campioni (l'8 novembre 1961 contro gli olandesi del Feyenoord), in quella che rimarrà la sua unica presenza in carriera nelle competizioni UEFA per club. Disputa inoltre 7 partite (con anche 3 reti segnate) nella First Division 1961-1962, mentre nel campionato successivo gioca 3 partite senza mai segnare. Tra il 1964 ed il 1966, dopo numerosi anni da riserva, inizia a giocare in modo più stabile: totalizza infatti 15 presenze ed una rete nella First Division 1964-1965 e soprattutto 38 presenze e 9 reti nella First Division 1965-1966, l'unica stagione su 10 di permanenza negli Spurs in cui abbia realmente giocato da titolare: dopo aver giocato 9 partite nella stagione 1966-1967 e 2 partite nei primi mesi della stagione 1967-1968 viene infatti ceduto al Southend Utd, club di terza divisione. In poco più di 10 stagioni con il Tottenham ha disputato complessivamente 103 partite ufficiali (92 nella prima divisione inglese, 9 in FA Cup, una in Coppa di Lega ed una nella Coppa dei Campioni) e segnato 20 reti (tutte in campionato), vincendo peraltro 7 trofei (oltre al campionato 1960-1961, anche il successivo Charity Shield, 3 edizioni della FA Cup ed altri 2 Charity Shield). Dal marzo del 1968 all'aprile del 1970 gioca in terza divisione con il Southend Utd, per poi concludere la stagione 1969-1970 giocando per un mese (con un bilancio di 5 presenze e 2 reti) con i semiprofessionisti dell'Ashford Town. Nell'estate del 1970 passa ai semiprofessionisti del Margate, dove in 5 stagioni di permanenza totalizza 281 presenze e 33 reti fra tutte le competizioni ufficiali, giocando ad un livello che di fatto era piuttosto basso rispetto al suo livello ma in cui aveva comunque scelto di giocare in quanto come semiprofessionista aveva maggior tempo da dedicare alle attività commerciali che aveva avviato fuori dal campo (era proprietario di un negozio di abbigliamento). Gioca poi anche nella stagione 1975-1976, dopo un iniziale ritiro durato in realtà poche settimane, nella quale veste la maglia dell'Aylesbury United.

## Palmarès

### Club

#### Competizioni nazionali
- Campionato inglese: 1

Tottenham: 1960-1961
- Coppa d'Inghilterra: 2

Tottenham: 1960-1961, 1961-1962, 1966-1967
- FA Charity Shield: 3

Tottenham: 1961, 1962, 1967